# Le Claon
Le Claon település Franciaországban, Meuse megyében. Lakosainak száma 48 fő (2022. január 1.). Le Claon Florent-en-Argonne, Clermont-en-Argonne, Lachalade, Le Neufour és Neuvilly-en-Argonne községekkel határos.

## Népesség
A település népességének változása:
| Lakosok száma | 111  | 73   | 79   | 57   | 56   | 60   | 60   | 55   | 53   | 48   |
|               | 1968 | 1982 | 1990 | 2006 | 2013 | 2015 | 2017 | 2019 | 2020 | 2022 |